# فرودگاه وینچستر
فرودگاه وینچستر (به انگلیسی: Winchester Airport) یک فرودگاه همگانی است که یک باند فرود آسفالت دارد و طول باند آن ۶۱۰ متر است. این فرودگاه در کشور کانادا قرار دارد و در ارتفاع ۷۶ متری از سطح دریا واقع شده است.